# Jeg elsker de grønne Lunde
Jeg elsker de grønne Lunde er en kendt sang af Johannes Helms (1828–1895).
De to første linjer
- Jeg elsker de grønne Lunde
- Med Tonernes vuggende Fald

- Forstummed hver Røst i Skoven,[...]
- Jeg fandt det dog lige smukt.

- Men end er der Sang i Skoven